# The Sentinel (película)
The Sentinel, titulada en español La sombra de la sospecha en España y El centinela en Hispanoamérica, es una película estadounidense de suspenso del año 2006 dirigido por Clark Johnson basándose en la novela homónima de Gerald Petievich. La cinta fue protagonizada por Michael Douglas, Kiefer Sutherland, Eva Longoria y Kim Basinger.

## Argumento
Pete Garrison (Michael Douglas) es un agente del Servicio Secreto de los Estados Unidos que salvó la vida del presidente interponiéndose delante de una lluvia de balas, hace más de veinte años. Popular y respetado por sus colegas del Servicio Secreto, Garrison es un agente de carrera que ahora se ocupa de la seguridad de la primera dama (Kim Basinger). Vive en un mundo de alto nivel y bien organizado de estructuras jerárquicas, planes, mapas, caravanas de automóviles, nombres cifrados, jergas y procedimientos. Es un universo que tiene sentido, hasta que los secretos empiezan a resquebrajarse.
El colega y amigo de Pete, Charlie Merriweather, parece sugerir querer compartir información crítica y confidencial. Antes de que pueda llevar esa idea a la práctica, sin embargo, Merriweather es encontrado muerto en su casa, en un crimen que es cometido simulando un robo chapucero. Las pesquisas para desentrañar el misterio caen en manos del mejor agente investigador del Servicio Secreto, David Breckinridge (Kiefer Sutherland), una volátil combinación de estricta observancia de las normas y temperamento, protegido de Garrison y, hasta hace muy poco, uno de los mejores amigos con los que contaba Garrison. Breckinridge hace caso sólo a las pruebas y trata escrupulosamente de que su trabajo no se vea afectado por los sentimientos. Eso es lo que caracteriza a un gran investigador.
Garrison, quizás el mejor agente de protección en el servicio, a menudo ha de trabajar emotivamente, por puro instinto. Cuando se trata de proteger a alguien es lo único con lo que cuentas. El reciente distanciamiento entre Garrison y Breckinridge se debió a la creencia errónea de este último de que Garrison estaba teniendo una aventura con la ahora exesposa de Breckinridge. Jill Marin (Eva Longoria), una dura, insolente y ambiciosa joven agente, que acaba de licenciarse con el número dos de su promoción en la Academia del Servicio Secreto, llega para su primer trabajo de campo. Ha pedido trabajar con Breckinridge porque Garrison, mientras dirigía un ejercicio de instrucción en la Academia, dijo de él que era el mejor investigador del Servicio Secreto. Juntos, el trío empieza a desentrañar lo que parece ser un complot interno para asesinar al presidente –un traidor en las filas del Servicio Secreto, algo que nunca ha sucedido en los 141 años de historia de la institución.

## Reparto
- Michael Douglas como Pete Garrison
- Kiefer Sutherland como David Breckinridge
- Eva Longoria como Agent Jill Marin
- Kim Basinger como Sarah Ballentine
- David Rasche como John Ballentine
- Martin Donovan como Agent Bill Montrose
- Ritchie Coster as The Handler
- Blair Brown como Asesor de Seguridad Nacional
- Nancy Ajram como Ella misma
- Kristin Lehman como Cindy Breckinridge
- Raynor Scheine como Walter Xavier
- Chuck Shamata como Overbrook
- Paul Calderón como Cortes
- Clark Johnson como Charlie Merriweather
- Raoul Bhaneja como Aziz Hassad
- Yanna McIntosh como Teddy Vargas
- Joshua Peace como Davies
- Simon Reynolds como Tom DiPaola
- Geza Kovacs como Turzanski
- Jasmin Geljo como Asesina
- Danny A. Gonzales como Hugo Ortega
- Jude Coffey como Agent Welke
- Gloria Reuben como Sra. Merriweather

## Recepción crítica y comercial
Obtuvo críticas generalmente mixtas o negativas, con un 33% de comentarios positivos, según la página de Internet Rotten Tomatoes, llegando a la siguiente conclusión: "La sombra de la sospecha" empieza bien pero rápidamente baja el nivel, con demasiados agujeros en el argumento y con escenas de acción convencionales.
Según la página de Internet Metacritic obtuvo críticas mixtas, con un 48%, basado en 31 comentarios de los cuales 8 son positivos.
En taquilla la película recaudó 36 millones de dólares sólo en Estados Unidos. Sumando las recaudaciones internacionales la cifra asciende a 78 millones. Se desconoce cuál fue el presupuesto.

## DVD
La sombra de la sospecha salió a la venta el 9 de enero de 2007 en España, en formato DVD y Blu-ray. El disco contiene comentario en audio de Clark Johnson y George Nolfi, suministro del Servicio Secreto, escenas eliminadas con comentario en audio opcional de George Nolfi, el servicio secreto: Basado en una tradición de excelencia, en la sombra del Presidente: Protegiendo al Presidente, cómo se hizo: El centro comercial, la cumbre del G8 y el tráiler original de cine.

## Trivia
- Basado en la novela de Gerald Petievich.